# Sceloporus serrifer
La lagartija-escamosa azul (Sceloporus serrifer) es una especie de lagarto que pertenece a la  familia Phrynosomatidae. Es nativo de Texas (Estados Unidos), México, Belice, y Guatemala. Su rango altitudinal oscila entre 700 y 2300 m s. n. m..

## Taxonomía
Se reconocen las siguientes subespecies:
- Sceloporus serrifer prezygus Smith, 1942
- Sceloporus serrifer serrifer Cope, 1866